# Mariscala de Juárez
Mariscala de Juárez är en ort i Mexiko.   Den ligger i kommunen Mariscala de Juárez och delstaten Oaxaca, i den sydöstra delen av landet, 200 km sydost om huvudstaden Mexico City. Mariscala de Juárez ligger 1 081 meter över havet och antalet invånare är 2 017.
Terrängen runt Mariscala de Juárez är huvudsakligen kuperad, men den allra närmaste omgivningen är platt. Mariscala de Juárez ligger nere i en dal som går i nord-sydlig riktning. Runt Mariscala de Juárez är det ganska glesbefolkat, med 30 invånare per kvadratkilometer. Mariscala de Juárez är det största samhället i trakten. I omgivningarna runt Mariscala de Juárez växer huvudsakligen savannskog.